# Fünffingerlinde

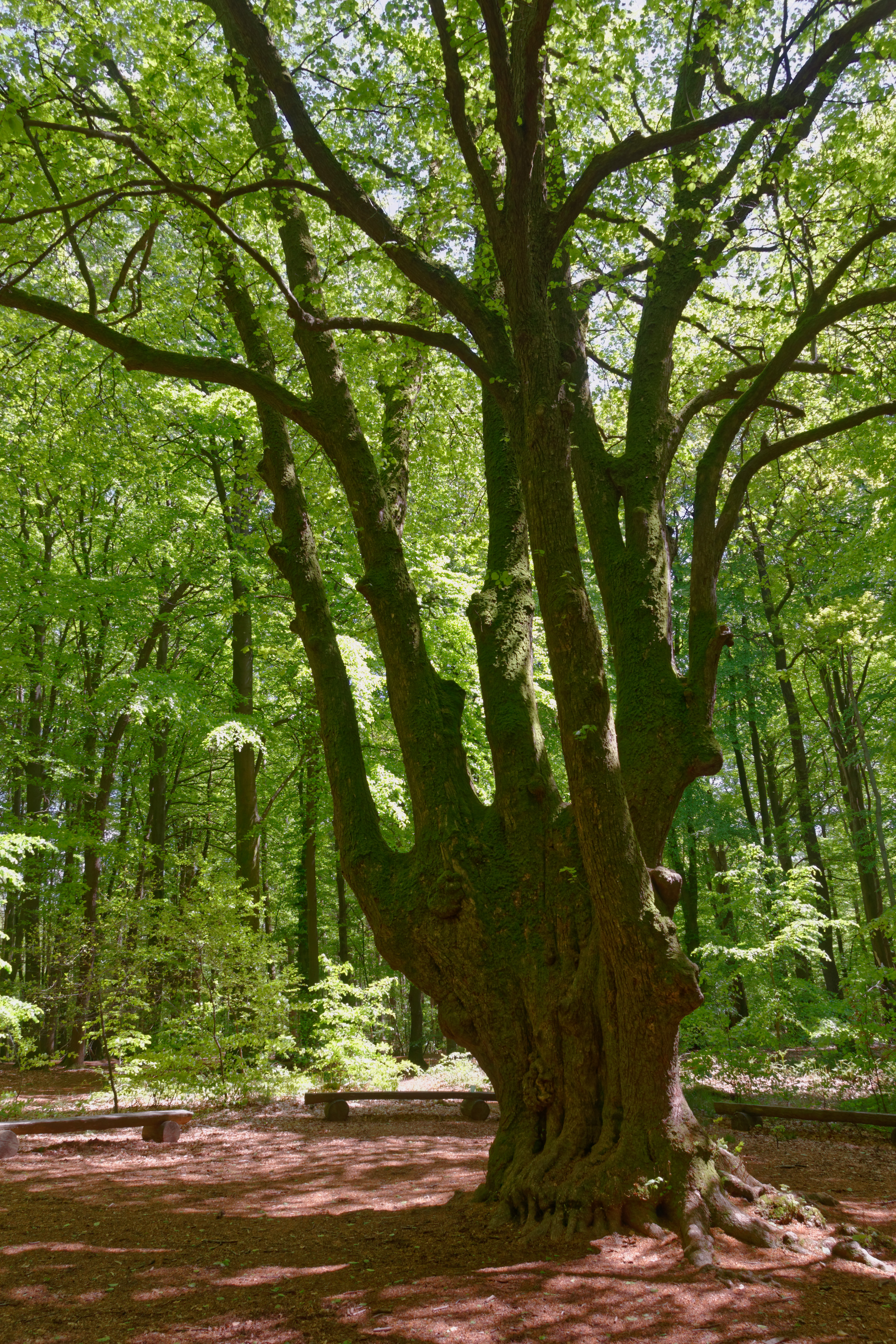
Naturdenkmal Fünffingerlinde im Riesewohld

Die Fünffingerlinde, auch Hand bei Riesewohld, ist eine seit 1938 als Naturdenkmal geschützte Winterlinde im Waldgebiet Riesewohld nahe dem Dorf Odderade, Kreis Dithmarschen, im Westen von Schleswig-Holstein.

## Standort und Beschreibung
Die Fünffingerlinde steht auf einer Lichtung, deren Größe in etwa dem Ausmaß der Baumkrone entspricht und die von einem weiteren Bewuchs freigehalten wurde. Der untere Stamm hat auf Höhe von einem Meter einen Umfang von etwa 5 Metern, auf Höhe von zwei Metern von etwa 6 Metern und besteht aus fünf im Laufe der Jahrhunderte zusammengewachsenen Stämmen, die einer Handfläche gleichen. Daraus wachsen einzelne Äste wie „Finger“ heraus, wobei einer dieser Äste etwas tiefer und vorgezogen ansetzt und als „Daumen“ den Eindruck einer offenen Hand verstärkt. Die Höhe der Linde beträgt etwa 25 Meter, ihr Alter wird auf 250 bis 300 Jahre geschätzt. Um die Linde herum wurden Sitzbänke aufgestellt. Ausgeschilderte Wanderwege führen zur Lichtung.

## Die Sage von der Fünffingerlinde
Der Erzählung nach war vor langer Zeit im Dorfe Odderade ein wunderschönes Mädchen herangewachsen, dem jedoch vor lauter Hochmut kein Bursche gut genug war. Als das Mädchen eines Abends nicht vom Tanze nach Hause zurückkam, halfen die Männer des Dorfes dem besorgten Vater bei der Suche. Schließlich fand man das Mädchen tot im Wald unter einem Baum liegend, einen Blumenstrauß in den gefalteten Händen haltend. Während der Vater und die anderen noch fassungslos um die Tote herumstanden, näherte sich ihnen auf dem Waldweg ein umherziehender Bettelstudent. Dieser fürchtete, auf Wegelagerer gestoßen zu sein, und flüchtete vor ihnen. Seine Flucht schien den Männern Beweis genug zu sein. Sie konnten den Flüchtenden fassen und zerrten ihn zum toten Mädchen. Bei Gott und allen Heiligen sollte er schwören, dass er weder der Mörder sei noch den Mörder kenne. In seiner Angst und Verwirrtheit hob der Bettelstudent statt der rechten Hand die linke zum Schwur. Das deuteten die Männer als Gotteszeichen. Sie erhängten den vermeintlichen Täter an einer Linde und verscharrten seine Leiche. Als letzte Worte rief der Bettelstudent noch: Diese Hand hat vor Gott die Wahrheit beschworen und zum Zeichen meiner Unschuld soll diese Hand aus meinem Grabe wachsen. Jahre später spürte der wahre Täter sein Ende nahen und wollte sein Gewissen erleichtern: Das Mädchen habe ihn einst vom Tanzboden weg in den Wald gelockt, ihn toll gemacht, dann aber, als er seine Liebe und sein Begehren zeigen wollte, höhnisch weggestoßen. Daraufhin habe er sie wie von Sinnen und ohne eigenes Wollen am Halse gepackt, bis sie leblos dalag. Dann habe er ihr die Blumen zwischen die gefalteten Hände gelegt und sei zurück zum Tanze gegangen.
An der Stelle aber, wo man die Leiche des Bettelstudenten verscharrt hatte, wuchs mit den Jahren eine fünffingrige Linde aus dem Boden, die sich wie eine zum Schwur erhobene linke Hand in den Himmel streckt.